# Aegla neuquensis
Aegla neuquensis es una especie de decápodo aéglido integrante del género Aegla, cuyos miembros son denominados comúnmente cangrejos tanque, cangrejos pancora, cangrejos de agua dulce, falsos cangrejos o cucarachas de río. Este crustáceo habita en aguas dulces del centro-sur de América del Sur.

## Taxonomía
Esta especie fue descrita originalmente en el año 1942 por el biólogo carcinólogo estadounidense Waldo LaSalle Schmitt.
Localidad y ejemplares tipo
El ejemplar holotipo es un macho (de un lote de 4 machos y una hembra) etiquetado como el USNM 80024, el cual midió 30 mm de longitud. Fue colectado por John W. Titcomb el 12 de noviembre de 1903 en Arroyo (sic), provincia del Neuquén, Argentina.
En 1948 el biólogo argentino Raúl Adolfo Ringuelet relegó a A. affinis a ser sólo una subespecie de A. neuquensis, por lo que Aegla neuquensis dejó de ser monotípica y pasó a estar integrada por dos subespecies: Aegla neuquensis neuquensis (la típica) y Aegla neuquensis affinis.
En 1994 los carcinólogos Georgina Bond-Buckup y Ludwig Buckup elevaron nuevamente al táxón A. affinis a la categoría de especie plena, por lo cual Aegla neuquensis volvió a ser un taxón monotípico.

## Distribución y hábitat
Este cangrejo habita en el fondo de arroyos, ríos, lagunas y lagos de agua dulce. Se distribuye en el centro-sur de la Argentina, en el norte y centro de su región patagónica. Se la cita también en el sur de Chile, pero la presencia de la especie en ese país fue postulada como fruto de errores de etiquetado.
Argentina
- Buenos Aires: Bahía San Blas.
- Neuquén: Loncopué, río Neuquén, río Collón Curá, Chos Malal, Zapala, arroyo Covunco, lago Huechulafquen, Plottier, arroyo San Pedro, Junín de los Andes, lago Lolog, Villa Curí Leuvú, río Limay, río Pichileufú en Alicurá, lago Aluminé, lago Nahuel Huapi, lago Meliquina.
- Río Negro: Paso Córdoba en General Roca, río Limay frente a cerro Guacho, lago Ramos Mexia, Puerto Carrizo, Pomona, río Negro, Fernández Oro, arroyo a 40 km de Bariloche.
- Chubut: Cóndor, río Verde, río Lejo (afluente del río Chubut), Pepita, lago Fontana, Sarmiento, río Putrachoique bajo, arroyo del Humo, valle Huemules, río Mayo, Comodoro Rivadavia.

Chile
- Región de Aysén: cuenca superior del río Aysén, río Mañihuales, río Simpson, arroyo Tejas Verdes, lago Frío.[4]

## Características y costumbres
Es un cangrejo de tamaño variable, midiendo los machos de 11,80 a 36,48 mm, con promedio de 19,06 mm; el promedio para las hembras arrojó 20,38 mm, con extremos entre 11,57 a 28,32 mm de largo.